# Spellemannprisen
Spellemannprisen ist ein norwegischer Musikpreis, der jährlich vergeben wird und als norwegisches Pendant zum US-amerikanischen Grammy gesehen werden kann.

## Geschichte
Die erste Preisverleihung stellte der Spellemannprisen 1972 dar, wobei Veröffentlichungen aus dem Jahr 1972 berücksichtigt worden sind, die Verleihung aber am 3. März 1973 stattfand. Auch in den Jahren danach bezog sich die Jahreszahl der Veranstaltung nicht auf das Datum der Verleihung, sondern auf das berücksichtigte Musikjahr. Vor allem zu Beginn der Veranstaltung wurde der Preis in den Medien oft als „Norwegens Antwort auf die Grammy Awards“ bezeichnet. Die Initiative für den Preis entsprang dem norwegischen Zweig der IFPI (International Federation of the Phonographic Industries).
Die Kategorien für den Preis haben sich über die Jahre hinweg gewandelt und die Zahl der Einzelpreise stieg stark an. Beim Spellemannprisen 2012 wurde die geschlechterspezifische Unterteilung, die zuvor in einigen Kategorien angewendet wurde, vollständig aufgehoben, nachdem es daran längere Zeit bereits Kritik gegeben hatte. In einzelnen Jahren wurden auch Kategorien deshalb gestrichen, weil es zu wenige Nominierungen von Seiten der Labels gab. Bei der Verleihung für das Musikjahr 2012 war dies etwa in der Hip-Hop-Kategorie geschehen.
Die Preisverleihung fand über die Jahre hinweg in verschiedenen Städten und Veranstaltungsorten statt. Häufig fand die Verleihung im Chateau Neuf in Oslo statt. Auch die übertragenden Rundfunkanstalten wechselten über die Zeit hinweg ab. Während die Ausstrahlung meist vom Norsk rikskringkasting (NRK) übernommen wurde, übertrug TV 2 ab dem Spellemannprisen 2002 mehrere Ausgaben. Der Spellemannprisen 2011 wurde schließlich erstmals wieder im NRK ausgestrahlt. Für den Spellemannprisen 2023 wurde die Zusammenarbeit mit NRK beendet und auf einen Livestream bei verschiedenen Internetauftritten von Amedia-Zeitungen umgestellt.
Nach dem Spellemannprisen 2024 wurde im April 2025 die Auszeichnung „Lied des Monats“ lanciert, um aus diesen Liedern heraus ab dem Spellemannprisen 2025 die Auszeichnung für das Lied des Jahres zu wählen. Das Lied des Monats wird auf Basis der norwegischen Single- und der Radiocharts bestimmt.

## Kategorien
Für das Musikjahr 2020 wurden Preise in 27 verschiedenen Kategorien verliehen. In den meisten Kategorien werden dabei mehrere Nominierte bekanntgegeben, andere Kategorien wie der „Årets Spellemann“ oder „Hederspris“ (deutsch: Ehrenpreis) werden ohne öffentliche Nominierungen gewählt. Die 27 Kategorien waren:
- Åpen Klasse (Offene Klasse)
- Årets Gjennombrudd og Gramostipend (Durchbruch des Jahres und Gramostipend)
- Årets Internasjonale Suksess (Internationaler Erfolg des Jahres)
- Årets Låt (Lied des Jahres)
- Årets Låtskriver (Songwriter des Jahres)
- Årets Musikkvideo (Musikvideo des Jahres)
- Årets Produsent (Produzent des Jahres)
- Årets Spellemann (Spellemann des Jahres)
- Årets Tekstforfatter (Textautor des Jahres)
- Barnemusikk (Kindermusik)
- Blues
- Country
- Elektronika
- Folkemusikk/Tradisjonsmusikk (Volksmusik/Traditionsmusik)
- Hederspris (Ehrenpreis)
- Indie/Alternativ
- Jazz
- Klassisk (Klassisch)
- Metal
- Pop
- Rnb/Soul
- Rock
- Samtid (Zeitgenössisches)
- TONOs komponistpris (TONOs Komponistenpreis)
- Viser (Weisen)

## Gewinner des Spellemann des Jahres/Årets Spellemann (seit 1985)
- 1985: A-ha – Hunting high and low
- 1986: Sissel Kyrkjebø – Sissel
- 1987: Jørn Hoel
- 1988: Det Norske Kammerorkester – Britten/Tsjaikovski/Mozart
- 1989: Øystein Sunde
- 1990: Gitarkameratene
- 1991: Dance with a Stranger
- 1992: DumDum Boys
- 1993: The September When
- 1994: Øystein Sunde
- 1995: Morten Harket
- 1996: D.D.E.
- 1997: Bjørn Eidsvåg
- 1998: Leif Ove Andsnes
- 1999: Ole Ivars
- 2000: Herborg Kråkevik
- 2001: Morten Abel
- 2002: Röyksopp
- 2003: Silje Nergaard
- 2004: Odd Nordstoga
- 2005: Madrugada
- 2006: Vamp – I full symfoni (med KORK)
- 2007: Hellbillies – Spissrotgang
- 2008: Espen Lind
- 2009: Alexander Rybak – Fairytales
- 2010: Karpe Diem – Aldri solgt en løgn
- 2011: Jarle Bernhoft
- 2012: Kaizers Orchestra
- 2013: Ole Paus – Avslutningen
- 2014: Nico & Vinz – Black Star Elephant
- 2015: Kygo
- 2016: Marcus & Martinus
- 2017: Astrid S
- 2018: Alan Walker
- 2019: Sigrid
- 2020: Tix
- 2021: Girl in Red
- 2022: Karpe
- 2023: Undergrunn

## Ehrenpreis (seit 1972)
- 1972: Egil Monn-Iversen/Bør Børson JR.
- 1973: Sigbjørn Bernhoft Osa
- 1974: Nora Brockstedt
- 1975: Otto Nielsen
- 1976: Robert Levin
- 1977: Toralf Tollefsen
- 1978: Erik Bye
- 1979: Reidar Thommessen – Garden of memories
- 1980: Kari Diesen und Pete Knutsen/Bruno Oldani
- 1981: Henning Sommerro – Litt tå me und Svein Dag Hauge – Produksjon Pleasant Surprise
- 1982: Åge Aleksandersen
- 1983: Jahn Teigen
- 1984: Totto Johannessen
- 1985: Forente Artister – Sammen for livet und Bobbysocks / Rolf Løvland
- 1986: A-ha
- 1987: Dissimilis
- 1990: Marie Foss/Torstein Grythe
- 1992: Vidar Sandbeck
- 1996: Odd Børretzen
- 1998: Ole Paus
- 1999: Sven Nyhus
- 2000: A-ha
- 2003: Wenche Myhre
- 2005: Terje Rypdal
- 2006: Sissel Kyrkjebø / Bjørn Eidsvåg / Åge Aleksandersen
- 2007: DumDum Boys
- 2009: Jahn Teigen
- 2010: A-ha
- 2011: Jan Eggum
- 2012: Karin Krog
- 2013: Anne Grete Preus
- 2014: Morten Abel
- 2015: Tommy Tee
- 2016: Arve Tellefsen
- 2017: Mari Boine
- 2018: D.D.E.
- 2019: Philharmonisches Orchester Oslo
- 2020: Mayhem
- 2021: Hellbillies
- 2022: Lillebjørn Nilsen
- 2023: Ole Ivars